# برايان ديفيس (كرة سلة)
برايان ديفيس (بالإنجليزية: Bryan Davis)‏ مواليد 31 ديسمبر 1986 في دالاس، هو لاعب كرة سلة أمريكي. بدأ مسيرته الاحترافية في سنة 2010. يلعب في دوري السوبر التايواني لكرة السلة كلاعب وسط. يحمل الرقم 0. يبلغ طوله 6 قدم 9 بوصة (2.1 م). لعب كرة السلة الجامعية في جامعة تكساس إيه اند إم.

## المسيرة الاحترافية
لعب مع شارني سووبسك في موسم 2010–2011، ثم لعب مع كريفباس في موسم 2011–2012، ثم لعب مع سول سامسونج ثندرز في سنة 2012، ثم لعب مع بوسان كي تي سونيكبوم في سنة 2012، ثم لعب مع شارني سووبسك في سنة 2013، ثم لعب مع جيانغشي في سنة 2013، ثم لعب مع ويلينغتون ساينتس في سنة 2014، ثم لعب مع سول نايتس في سنة 2014.

## روابط خارجية
- برايان ديفيس على موقع كرة السلة الأوروبية.كوم (الإنجليزية)
- برايان ديفيس على موقع كلية كرة السلة في سبورتس رفرنس.كوم (الإنجليزية)
- برايان ديفيس على موقع ريلجم (الإنجليزية)
- برايان ديفيس على موقع بروبوليرز (الإنجليزية)
- برايان ديفيس على موقع سبورتس رفرنس (الإنجليزية)